# Melksham
Melksham is een stad (town) en civil parish in de unitary authority Wiltshire, in het Engelse graafschap Wiltshire. De civil parish telt 14.677 inwoners.

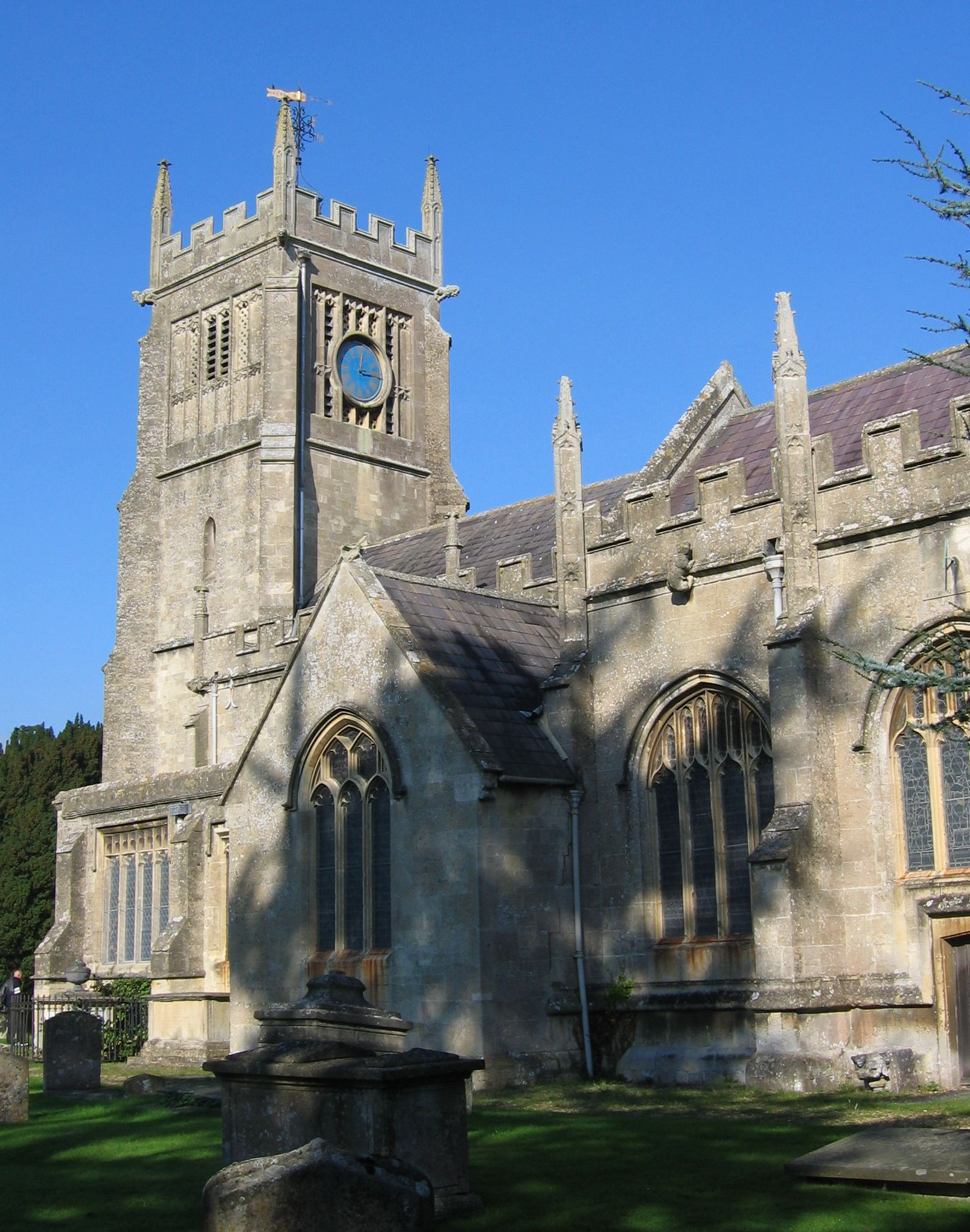
Kerk in Melksham
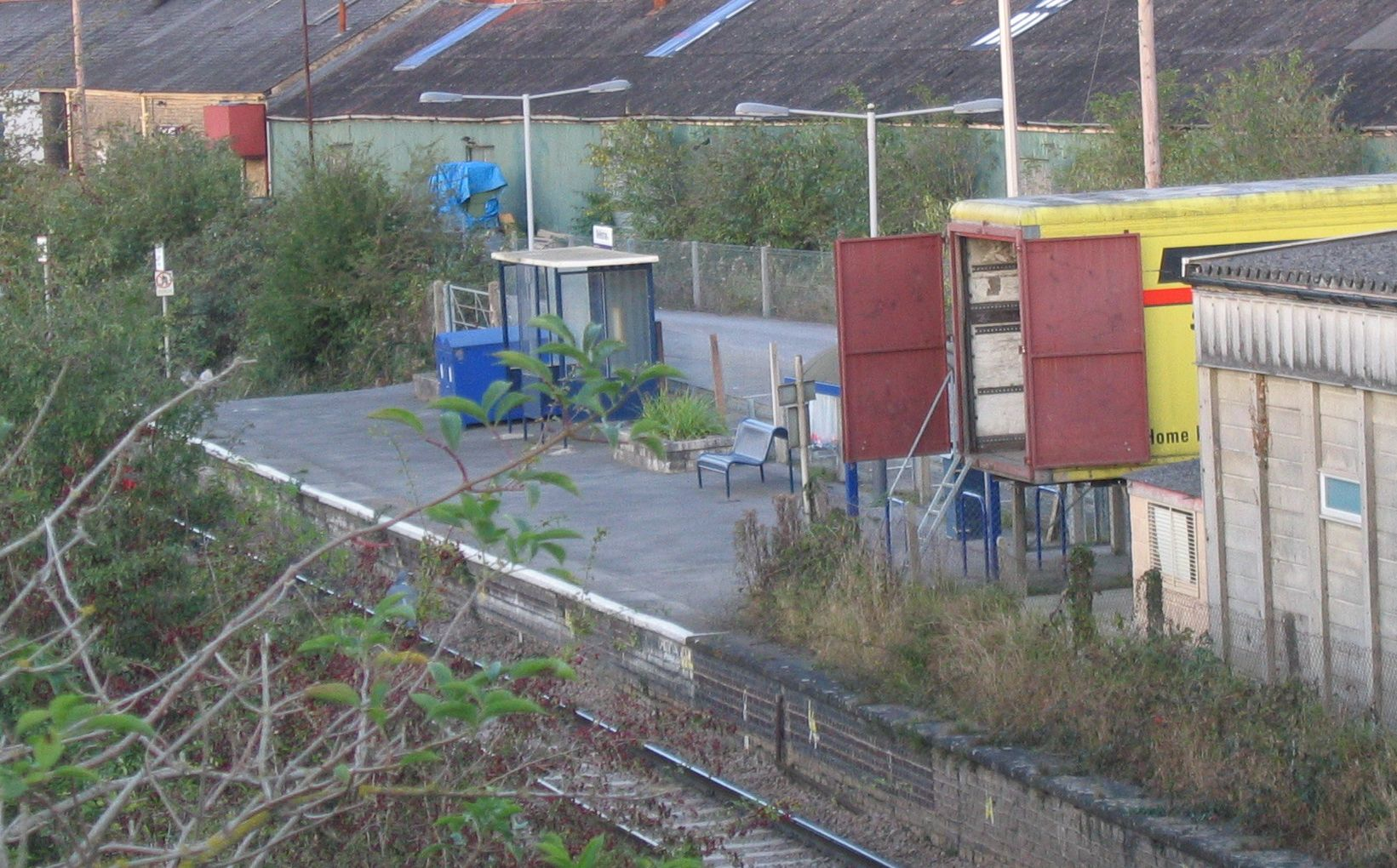
Station van Melksham